# Jean Lassalle
Jean Lassalle (Occitaans: Joan Lassala) (Lourdios-Ichère, 3 mei 1955) is een Frans politicus. Hij heeft verschillende politieke functies bekleed waaronder die van afgevaardigde en van burgemeester. Hij is de vader van rugbyspeler Thibault Lassalle.

## Biografie
Lassalle behaalde in 1974 een graad in de landbouwkunde en werd in 1977, nog maar eenentwintig jaar oud, burgemeester van zijn geboortedorp. In 1982 werd hij in de Conseil général van het departement Pyrénées-Atlantiques gekozen; van 1991 tot 2002 vervulde hij vicevoorzitterschap van deze raad. 
In 1988 sloot hij zich aan bij de UDF-CDS voor welke partij hij in 2002 in de Nationale Vergadering werd gekozen. Met de opheffing van de UDF in 2007 ging hij over naar de Mouvement démocrate (MoDem). In datzelfde jaar steunde hij de kandidatuur voor het presidentschap van François Bayrou. In 2010 werd Lassalle vicevoorzitter van MoDem. Hij verliet deze partij in 2016 toen hij aangaf mee te zullen doen aan de presidentsverkiezingen van 2017. Om zijn kandidatuur te promoten richtte hij het platform Résistons! op.

## Trivia
- Hij spreekt Occitaans als moedertaal;
- Hij bezocht in 2015 en 2017 Syrië en had daar ontmoetingen met president Bashar al-Assad[2][3]

## Werken
- Un berger à l'Elysée (2016)